# Ilha de Fridolinho
A Ilha de Fridolinho (em alemão:  Fridolinsinsel) é uma pequena ilha fluvial do rio Reno entre a cidade alemã de Bad Säckingen e a comuna suíça de Stein. Com 125m de comprimento por 40m de largura máxima (algo em torno de 0,4 hectares), situa-se a 190 m abaixo da Holzbrücke e 285 m acima da Fridolinsbrücke. Ainda em estado virgem e coberta por densa vegetação, nela é proibida a visitação humana.
A ilha, que tem seu nome proveniente do missionário Fridolinho de Säckingen, que originalmente fundou a abadia na região entre os séculos VI e VII, é originária de um banco de areia, o qual veio a se consolidar definitivamente após o rebaixamento do nível das águas do Reno em virtude da construção de uma barragem rio acima em 1961.
Sua posse foi definida em acordo entre Suíça e Alemanha em julho de 2013 e levou em conta um antigo acordo que estipulava que, em caso de dúvida, o limite fronteiriço deveria levar em conta o talvegue (leito mais profundo) do rio Reno.